# Cementerio comunal monumental Campo Verano
El Cementerio Comunal Monumental Campo Verano, popularmente conocido como "Cementerio del Verano", es un cementerio de Roma; situado en el barrio del Tiburtino, adyacente a la basílica de San Lorenzo Extramuros, originalmente conocido como "in agro Verano" al antiguo campo de los Verani, gens senatoria (senadores) que data de los tiempos de la república romana.

## Historia

### Orígenes
La zona, situada a lo largo de la Via Tiburtina consular, siempre fue un lugar de enterramiento, que ahora está incorporado al cementerio de las Catacumbas de Santa Ciriaca, o de Ciriaca de Roma y donde fue sepultado San Lorenzo, en cuya tumba se construyó la basílica y el monasterio.
La catacumba Ciriaca la cual tomó ese nombre a partir del siglo VI, es muy extensa y está distribuida en diferentes niveles. La parte central se desarrolló en el siglo III. El emperador Constantino construyó una gran basílica circifome -en forma de circo- en la superestructura que se ató a la tumba del mártir a través de una escalera y que sirvió como cementerio al aire libre. Además construyó un ábside revestido de pórfido y luego encerró la tumba detrás de una rejilla plateada. A finales del siglo VI, el papa Pelagio II construyó una segunda basílica en la tumba de San Lorenzo cortando parte de la colina y el cementerio que rodea Gallarie. El cuerpo del edificio, todavía se conserva en la basílica actual y constituye el área del ábside. El edificio actual fie construido en época del papa Honorio III (1216-1227).
El cementerio moderno fue construido durante la época napoleónica, del 1805-1814 sobre proyecto de Giuseppe Valadier entre el 1807 y el 1812, como consecuencia del edicto de Saint Cloud de 1804, que imponía que las tumbas se encontraran fuera de los muros de la ciudad.
Vuelta a Roma, después de la abdicación de Napoleón de 1814, la administración papal mantuvo en cambio la nueva reglamentación para los cementerios.

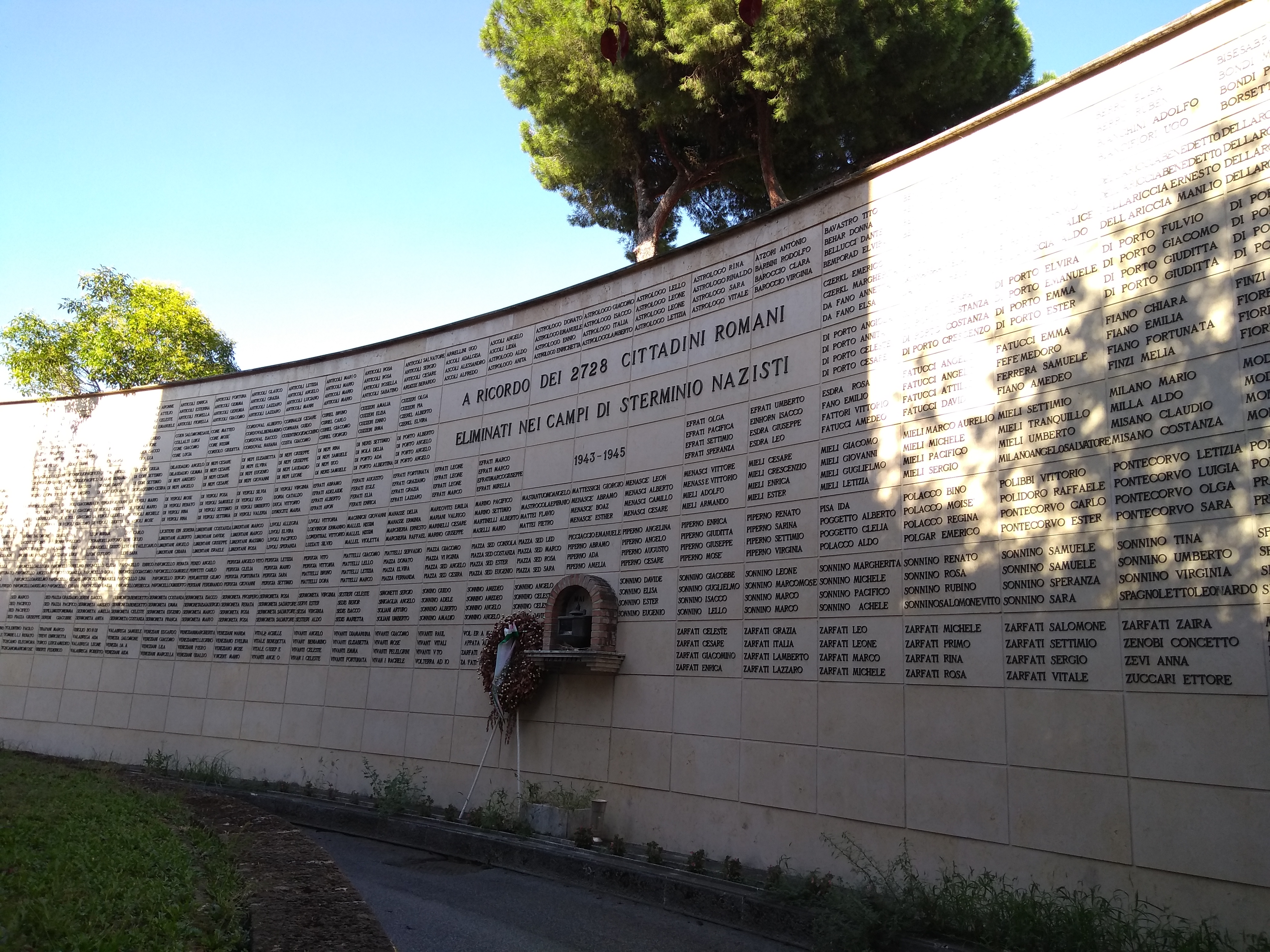
Vista de algunas tumbas.

### Desarrollo
Los trabajos prosiguieron durante los pontificados de Gregorio XVI y de Pío IX cuando, bajo la dirección de Virginio Vespignani, el proyecto tuvo una estructuración definitiva y fueron adquiridos más terrenos. 
La construcción del cementerio continuó incluso después de la llegada de la capitalidad del nuevo reino a Roma. El complejo fue adquiriendo terrenos expropriados. La ampliación prosiguió hasta los años sesenta cuando entró en función el otro gran cementerio romano: el Flaminio.
La entrada del cementerio consta de tres grandes arcos en los que destacan cuatro grandes estatuas que representan la meditación, la Esperanza, la Caridad y el Silencio. Todo ello precedido de un gran cuadrilátero, obra de Vespignani, terminado en 1880.

### El tranvía y los bombardeos
La relevancia del Cementerio del Verano, para la capital y la vida de sus habitantes, se refleja en el hecho de que el 1 de noviembre de 1879 fue inaugurado un tranvía a caballos, que conecta el cementerio con la Estación de Roma Termini.
El 19 de julio de 1943, el primer gran bombardeo de Roma afectó al barrio y a la estación ferroviaria de San Lorenzo, así como al cementerio. Fue dañado el cuadrilátero, el Pincetto, el monumento militar, el depósito municipal de servicios funerarios. La explosión también causó el colapso de una sección de las paredes de la ciudad, situada a la derecha de la entrada, causando la muerte de algunas personas que habían buscado refugio allí. Muchas fueron las víctimas entre los floristas y los trabajadores de mármol. El bombardeo afectó, entre otras, a las tumbas de Petrolini y la familia Pacelli.

### Importancia histórica y cultural del cementerio
El cementerio del Verano, con su patrimonio de obras de arte, constituye un museo abierto inigualable por la cantidad y la particularidad de los testimonios. Un inestimable valor bajo el perfil histórico-artístico y de la historia de la cultura de la mitad del siglo XIX y parte del XX. Por esta razón, desde hace algunos años se organizan visitas temáticas gratuitas organizadas por el Ayuntamiento de Roma, de acuerdo a las rutas históricas que conducen a las tumbas de los protagonistas y líderes de los períodos históricos específicos o eventos o categorías de caracteres.

## Artistas y diseñadores con obras en el cementerio del Verano
- Enzo Assenza (1915 - 1981), escultor
- Mirko Basaldella (1910 - 1969), escultor
- Gianmaria Benzoni (1809 - 1873), escultor
- Roberto Bompiani (1821 - 1908), escultor
- Duilio Cambellotti (1876 – 1960), artista de artes gráficas
- Raffaele De Vico (1881 - 1969), arquitecto
- Francesco La Grassa (1876 - 1952), arquitecta
- Carlo Panati (1850 - 1935), escultor
- Filippo Severati (1819 - 1892), pintor y decorador
- Cesare Tuccimei (1849 - 1918), ingeniero
- Virginio Vespignani (1808 - 1882), arquitecto
- Publio Morbiducci (1889 - 1963), escultor

## Transporte
El cementerio está conectado al transporte público por las líneas 3 y 19 de la red de tranvías de Roma, que, entre 1879 y 1934, también integran la plataforma del tranvía de Roma - Tivoli. 